# Distretto di Iefren
Il distretto di Iefren (in arabo شعبية يفرن), o anche distretto di Iefren e Giado, è stato uno dei 32 distretti della Libia; con la riforma amministrativa del 2007 è entrato a far parte del distretto di al-Jabal al-Gharbi e per una piccola porzione del distretto di Nalut.
Si trovava nella regione storica della Tripolitania. Capoluogo era la città di Yefren, altro centro importante era Giado.